# Polypodium pedicularis
Polypodium pedicularis là một loài dương xỉ trong họ Polypodiaceae. Loài này được Willem. mô tả khoa học đầu tiên năm 1796.
Danh pháp khoa học của loài này chưa được làm sáng tỏ. 